# Mako Komuro
Mako Komuro (em japonês: 小室 眞子; nascida princesa Mako de Akishino; Tóquio, 23 de outubro de 1991) é a filha mais velha do príncipe herdeiro Fumihito e da princesa Kiko, e ex-membro da família imperial japonesa. Ela é sobrinha do imperador Naruhito e a neta mais velha do imperador emérito Akihito e da imperatriz emérita Michiko.
Mako tem dois irmãos mais novos: a princesa Kako e o príncipe Hisahito Akishino.
É casada desde outubro de 2021 com o advogado Kei Komuro e o casal se mudou para a Cidade de Nova Iorque após o casamento. Com a boda, ela perdeu o título de princesa e todos os direitos relativos a seu nascimento como membro da Família Imperial Japonesa.

## Educação
Mako iniciou os seus estudos no Japão, na tradicional escola Gakushuin.
Em 2010 ela frequentou a Universidade de Dublin, na Irlanda; em 2012, a Universidade de Edimburgo, na Escócia; e entre 2014 e 2015 estudou na Universidade de Leicester, Inglaterra, onde passou incógnita. Segundo o JN de Portugal em setembro de 2015, "Mako quis experimentar ser uma rapariga como as outras, e, por isso, foi estudar na Inglaterra. Durante o último ano, a princesa japonesa de 23 anos passou despercebida na Universidade de Leicester, morando, como tantos outros, numa residência universitária. Apesar dos outros estudantes de nacionalidade japonesa a terem reconhecido, nunca a incomodaram. A sua estadia na Europa era "secreta", pelo que não tinha sido divulgada na imprensa. Agora que está a terminar o curso, a Casa Imperial Japonesa decidiu revelar, numa conferência de imprensa, onde esteve a princesa durante o último ano."
Na Inglaterra, a princesa obteve seu mestrado em artes e ainda fez um estágio de dois meses no Museu de Coventry.
Assim como sua mãe, Mako fala inglês e alemão e já passou uma temporada vivendo em Viena, na Áustria.

## Funções como princesa do Japão
Enquanto uma princesa imperial japonesa, Mako cumpriu diversas atividades representando a Casa Imperial do Japão, principalmente ligadas à área de artes e cultura, como visitas a exposições e museus. Em julho de 2019, por exemplo, ela também cumpriu funções diplomáticas ao visitar o Peru e a Bolívia para comemorar os 120 anos da imigração japonesa nos dois países. Um ano antes, ela também havia estado no Brasil para participar de atividades ligadas à imigração, quando foi recebida pelo até então presidente Michel Temer.
Ela também participava de eventos tradicionais, com outros membros da família imperial, como as festas anuais nos jardins do Palácio Imperial de Tóquio e dos ritos de recordação dos membros da família.
Em novembro de 2020, junto a Naruhito e Masako, ela participou da cerimônia de comemoração dos 130 anos do parlamento japonês.
Em outubro de 2021, após o seu casamento, com base na Lei Imperial do Japão, ela deixou de ser membro da Casa Imperial do Japão e não exerce mais qualquer atividade oficial. Devido à mesma lei, baseada na lei sálica, ela não tem direito de estar na linha de sucessão ao trono japonês, assim como a sua irmã (princesa Kako) e a sua prima (princesa Aiko, filha de Naruhito), pois segundo a lei apenas homens podem se tornar monarcas no Japão.

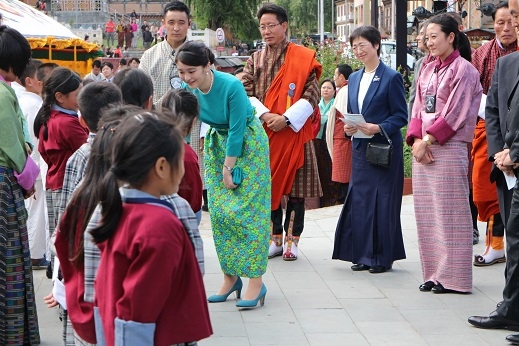
Mako, de verde, durante uma visita oficial ao Butão
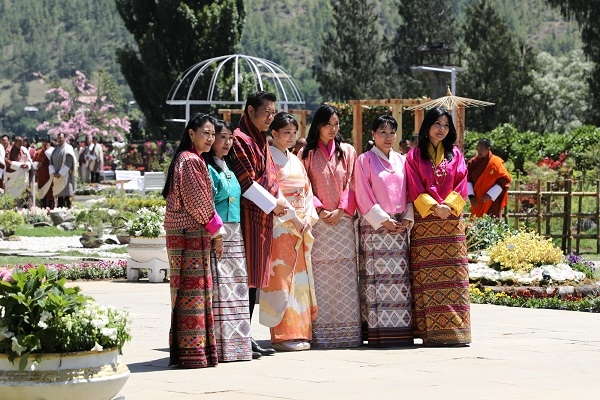
Mako (4ª à esquerda), ao lado do rei Jigme do Butão

## Vida pessoal

### Noivado
Em maio de 2017, durante uma coletiva de imprensa, a princesa anunciou que iria se casar com o plebeu Kei Komuro, um ex-colega de faculdade. Inicialmente, a boda foi marcada para novembro de 2018, mas alguns meses após o anúncio, o noivado foi cancelado, tendo a Casa Imperial do Japão apenas comunicado que o "casamento estava adiado".
Dias depois de muitos rumores, a casa imperial anunciou que Mako "queria pensar no matrimônio de maneira mais profunda e concreta e ter tempo suficiente para preparar a boda e a vida depois dela", no entanto, a imprensa, após investigar o assunto, reportou que o motivo do cancelamento havia sido um problema financeiro envolvendo a família de Komuro.
Na época também, seu pai disse que o noivado nem sequer tinha acontecido, uma vez que Komuro ainda não havia cumprido todos os rituais, como a entrega de presentes aos sogros, para oficializá-lo. Seu pai voltou a falar diversas vezes sobre o assunto, sempre afirmando que os dois "devem resolver a questão". Em novembro de 2018 ele também disse que "não podemos realizar a cerimônia oficial de noivado, a menos que o público possa 'comemorar' o evento".
Em novembro de 2020, três anos após o anúncio e posterior rompimento do compromisso, Mako anunciou num comunicado feito pela Casa Imperial que os planos de casamento seguiam. "É difícil anunciar algo específico neste momento, mas conversaremos com as nossas famílias para continuar com os planos do casamento. Somos insubstituíveis um para o outro", disse a princesa.
Em 2021, boatos de que o casamento havia sido remarcado para o final de 2021 surgiram novamente e segundo a imprensa japonesa, Mako recusaria o dote de cerca de 1 milhão de dólares, que é dado às princesas japonesas quando se casam com plebeus e abandonam o seu título imperial, para que possam "manter o nível" ecônomico. No entanto esta informação não foi confirmada oficialmente. O casal teria comunicado também que após o casamento viveria nos Estados Unidos, o que fez parte da imprensa compará-los ao casal príncipe Henry do Reino Unido, Duque de Sussex e a Meghan, Duquesa de Sussex e sua saída do Reino Unido para viver na América do Norte para fugir do escrutínio da imprensa (consulte o artigo Megxit).

### Casamento
Kei, que morava nos Estado Unidos desde 2019, onde estudou Direito, voltou ao Japão em setembro de 2021, para terminar as preparações para a boda.
No dia 1º de outubro de 2021, através de um porta-voz da Casa Imperial do Japão, o casamento foi confirmado. O casamento aconteceu no dia 26 de outubro de 2021, mas só houve registro civil, uma vez que seu pai afirmou que devido à pouca aceitação pública, não haveria cerimônias tradicionais.
Ao se casar com um plebeu, Mako perdeu o seu tratamento pessoal de "Sua Alteza Imperial" e o seu título de princesa imperial japonesa, passando a ser apenas Mako Komuro. Ela também abriu mão de um dote de 1,3 milhões de dólares, oferecido às mulheres que deixam a família imperial japonesa, para que possam manter o seu padrão ecônomico.

#### Saúde
Em outubro de 2021, enquanto os preparativos para a boda seguiam, a Casa Imperial comunicou que Mako sofria de transtorno de estresse pós-traumático devido ao intenso escrutínio e críticas da imprensa relativas ao assunto envolvendo a dívida da mãe de Komuro.

#### Mudança para Nova Iorque
Logo após a volta de Komuro ao Japão, houve boatos de que o casal se mudaria para os Estados Unidos após o casamento, o que foi confirmado posteriormente. O casal mudou-se para a cidade de Nova Iorque, onde Komuro trabalha como advogado.
Comparações com Harry e Meghan
A mudança do casal para os Estados Unidos fez com que a imprensa os comparasse ao príncipe Henry, Duque de Sussex, e a Meghan, Duquesa de Sussex (leia o artigo Megxit), que deixaram o Reino Unido para viver na Califórnia devido à perseguição da imprensa britânica.

## Títulos honorários
- Patrona da Associação Japonesa Kōgei
- Patrona Honorário da Associação Japonesa de Tênis
- Pesquisadora afiliada do Museu da Universidade, Universidade de Tóquio

## Condecorações
| Insígnia | País     | Honra                                    | Data                  |
| -------- | -------- | ---------------------------------------- | --------------------- |
|          | Japão    | Grande Cordão da Ordem da Coroa Preciosa | 23 de outubro de 2011 |
|          | Paraguai | Grã-Cruz da Ordem Nacional do Mérito     | 5 de outubro de 2021  |
|          | Brasil   | Grã-Cruz da Ordem de Rio Branco          | 12 de outubro de 2021 |

## Títulos e estilos reais
- 23 de outubro de 1991 — 30 de abril de 2019: Sua Alteza Imperial A Princesa Mako de Akishino
- 30 de abril de 2019 — 26 de outubro de 2021: Sua Alteza Imperial A Princesa Mako do Japão
- 26 de outubro de 2021 — atual: Sra. Mako Komuro